# イオンタウン荒尾
イオンタウン荒尾（イオンタウンあらお）は、熊本県荒尾市原万田字八反田にあるショッピングセンターである。

## 沿革
- 2006年（平成18年）10月27日 - ロックタウン荒尾として開業[1]。
- 2011年（平成23年）9月1日 - 運営会社の「ロックタウン開発」が「イオンタウン」に改称[2]。

## 所在地
熊本県荒尾市原万田字八反田630-1
- 三井三池炭鉱社宅跡地に立地している。

## 近隣の商業施設
- あらおシティモール
- イオンモール大牟田
- ゆめタウン大牟田